# 心鎖 (電影)
《心鎖》是1986年於台灣上映的情色愛情电影。本片改编自作家郭良蕙的小说《心鎖》，並由何藩執导，呂㛢菱、李宗盛、黃仲崑、林瑞陽、顏寧、俞小凡主演。本片在台灣和香港的票房理想，更被國際級成人品牌Penthouse安排在日本發行。

## 角色
- 夏丹琪：呂㛢菱
- 范林：林瑞陽
- 江夢輝：李宗盛
- 江夢石：黃仲崑
- 江夢萍：顏寧
- 玉鸞：俞小凡
- 丹琪媽：馬之秦

## 外部連結
- 開眼電影網上《心鎖》的資料（繁體中文）
- 香港影庫上《心鎖》的資料（繁體中文）
- 豆瓣电影上《心鎖》的資料 （简体中文）
- 互联网电影数据库（IMDb）上《心鎖》的资料（英文）